# Tibor Batthyány
Tibor Batthyány (ur. 7 stycznia 1978 w Libercu) – czeski polityk i samorządowiec.
W roku 2011 został członkiem ugrupowania ANO 2011. Trzy lata później został wybrany z listy tego ugrupowania na prezydenta miasta Liberec. Jego członkostwo w ANO 2011 zostało ukończone w 2016 roku. W 2018 roku Batthyány został prezesem ugrupowania PRO 2016.